# Мечеть Намазгох (Бухара)
Бухарський намазгох — молитовний майданчик, призначений для богослужінь у свята Рамазан-байрам і Курбан-байрам, знаходиться на південному заході Бухари. Слово «намазгох» вказує на місце, де може бути здійснений намаз, так само благопристойно, як в освяченій мечеті. Намазгох може бути кімнатою або просто молитовним килимком, які використовуються мусульманами для забезпечення собі чистого місця для молитви. Намазгох розрахований для величезного скупчення людей, що прибувають з усієї округи, і навіть військ, що знаходяться в поході, задля здійснення намазу. На цьому місці намазгох було споруджено ще в IX столітті в період правління Саманідів.
Наразі Бухарський намазгох втратив своє первинне значення, оскільки знаходиться вже в межах міста. І роль намазгохів в Бухарській області перейшла до заміських ритуальних комплексів (Баха ад-Діна Накшбанді, Мавзолей Касим-шейха в Кармані та ін.).

## Історія

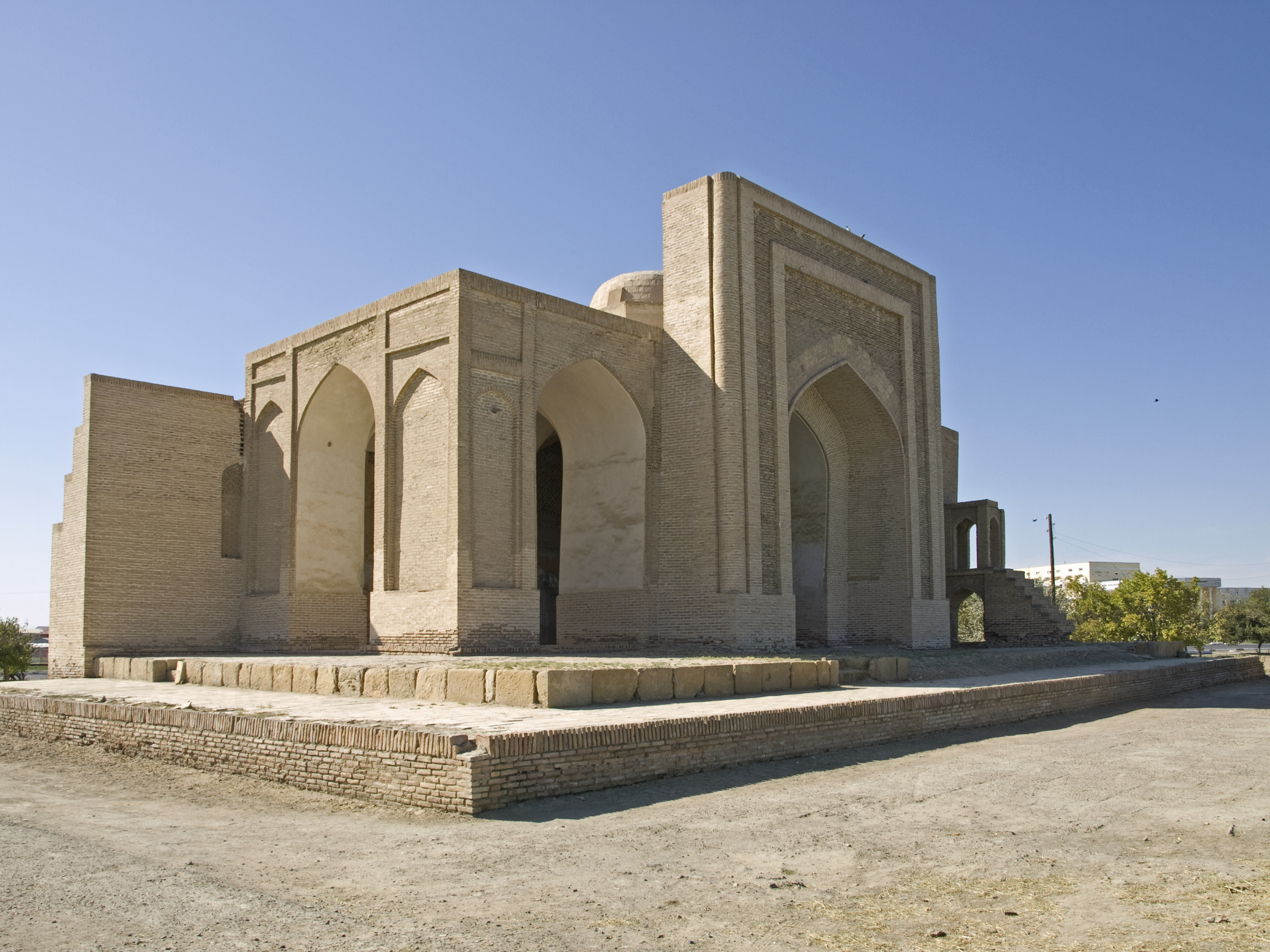

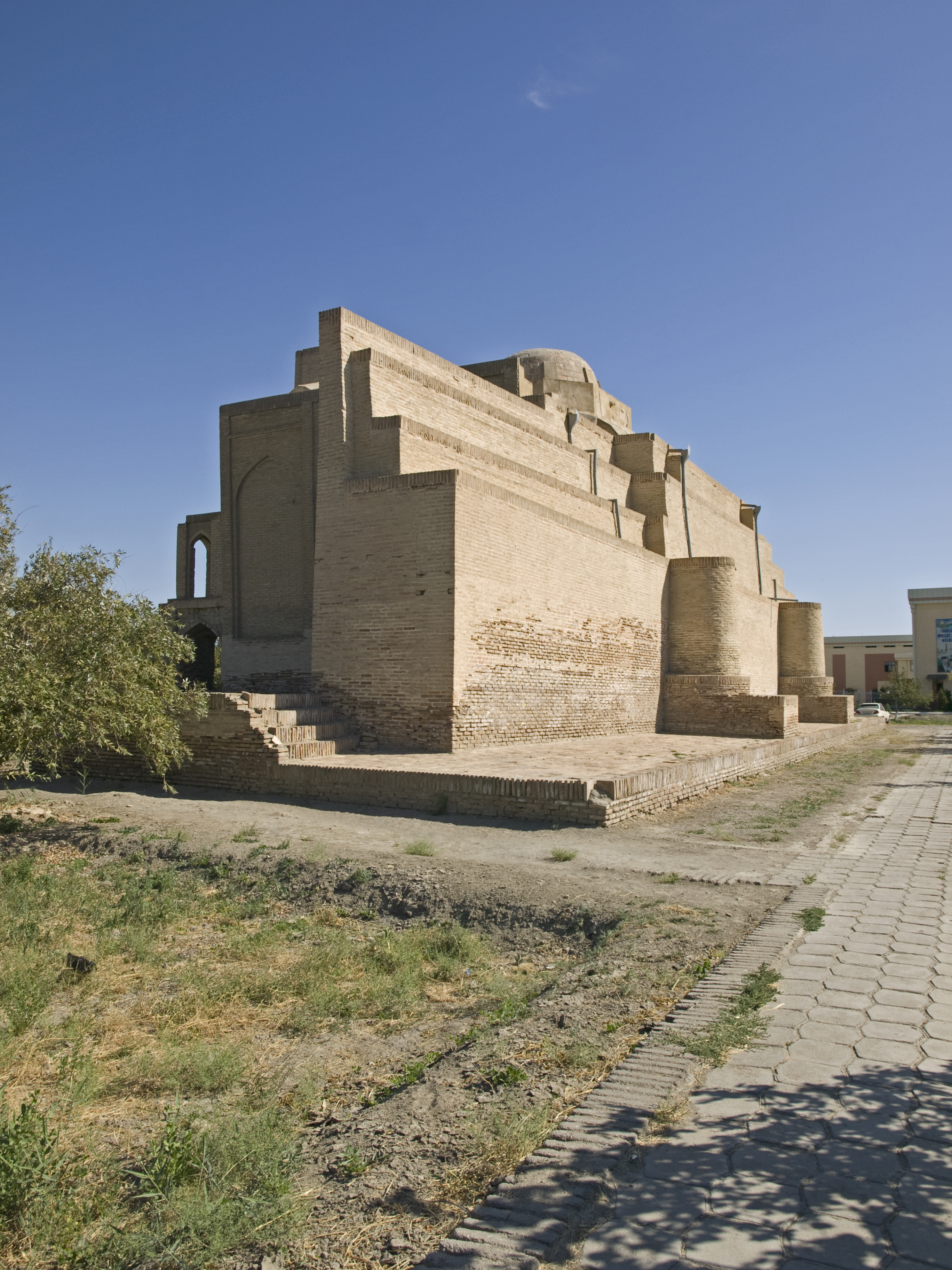

Після ісламського завоювання святкові молитви в Бухарі проводилися на регістані, але в IX столітті на площі стало замало і за містом була споруджена мусалла, на відстані близько трьох кілометрів від центру Бухари. Там вона розташовувалася до XII століття, коли за наказом Арслан-хана: «не відходити місцевими жителям далеко від Бухари, оскільки це послаблює обороноздатність міста», було викуплено сад Шамсабад і в 1119—1120 роках на його місці було збудовано новий намазгох у вигляді стіни з обпаленої цегли довжиною приблизно 38 метрів. У стіні був 
40-метровий міхраб (ніша, яка вказує розташування Мекки) з глухими арками навколо. Намазгох незначно перебудовувався в XIII та XV століттях. У XVII столітті мусалла отримала композицію монументального айвану: фронтальний корпус трьохпролітної галереї з портально-купольним об'ємом в центрі. У західну міхрабну стіну будівлі вбудували залишки первісної стіни. Одночасно замість старого дерев'яного мінбару (в ісламі «мінбар» — кафедра, з якої проголошується проповідь — «хутба») встановили цегляний. У XVI столітті стіну облицювали поливною теракотою. Міхраб мусалли щедро прикрашений різьбленим алебастром і мозаїкою, викладеною у формі цитат геометричних візерунків і написів арабською в'яззю.
Захопивши Бухару в 1220 році, з порога цієї мечеті Чингісхан проголосив: «Не загрузли б ви в гріхах, не послав би вам Бог таке покарання, як я».